# カーナーヴォン

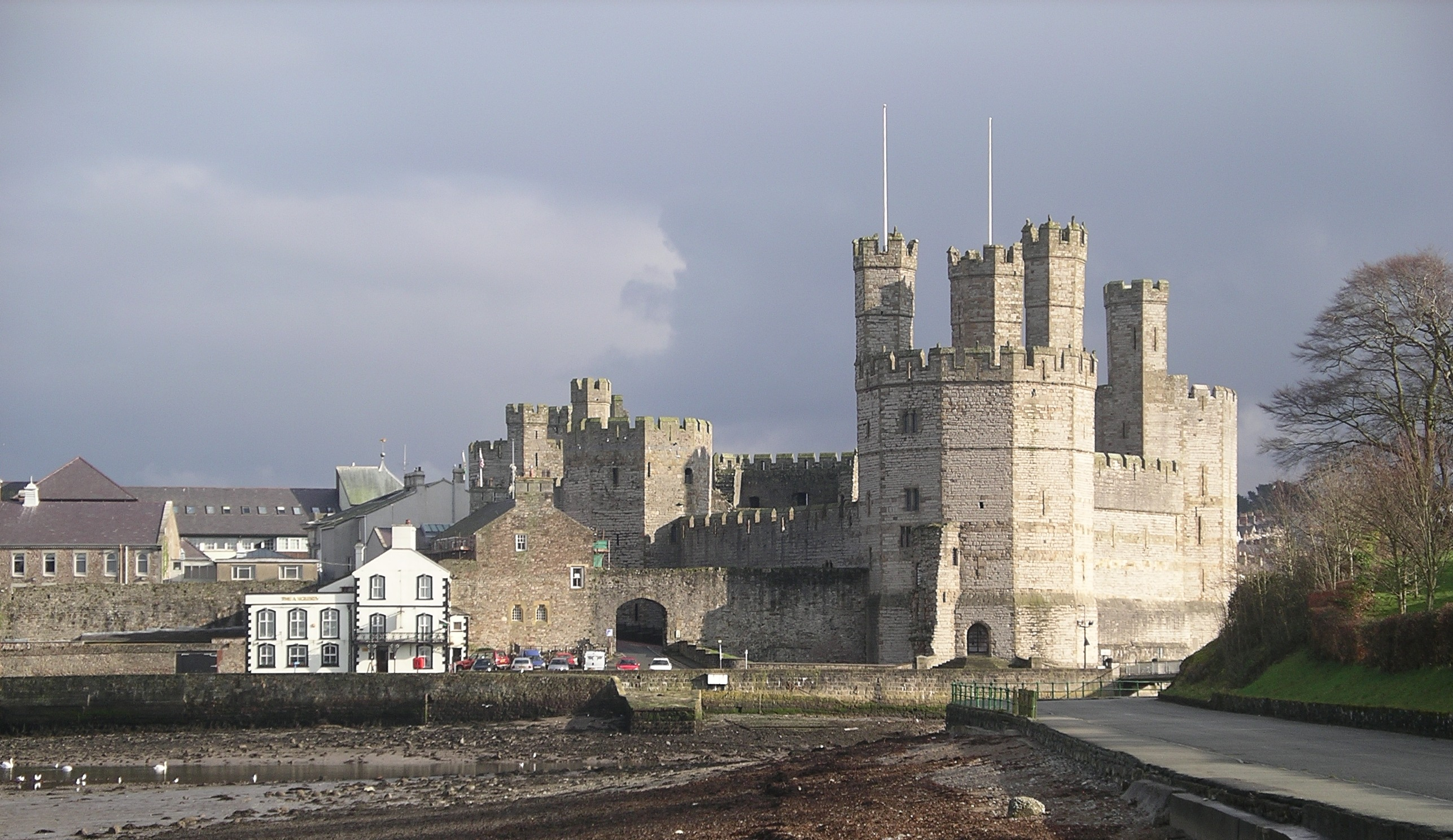
カーナーヴォン城

カーナーヴォン　（Caernarfon、ウェールズ語発音表記:[kaɨrˈnarvɔn], 英語: [kərˈnɑrvən]）は、ウェールズの町。グウィネズ州、メナイ海峡の東岸にあり、対岸はアングルシー島である。

## 歴史
カーナーヴォンとはローマ時代の砦に由来する名称である。ウェールズ語ではこの土地をy gaer yn Arfon（モン島と向かい合う土地にある砦）と呼んでいた。モン島（Môn）とはウェールズ語でアングルシー島を意味する。
1221年、ルーウェリン・ザ・グレート（en）はアングルシー島のペンモン修道院の聖職者たちに憲章を授け、地名をKaerinarfon
と称した。ウェールズの年代記である『諸侯たちの年代記』（en）においては、KaerenarvonとCaerenarvonのつづりが用いられた。古くには替わりの名称としてCaer Seiontがあった。中世のウェールズ語の昔話Breuddwyd MacsenではそれはCaer Aber Sei(o)n(t)と呼ばれた。Seiontとはメナイ海峡に注ぐ川の名で、『Seiont川の河口にある砦』 を意味する。また、Caer Gystennin（コンスタンティンの城）の名もあった。
カーナーヴォンはかつてあったカーナーヴォンシャーの歴史的なカウンティに属するカウンティ・タウンであった。まちは大規模な石造りのカーナーヴォン城でよく知られていた。城はエドワード1世によって建設されたため、その結果時にはイングランド支配の象徴とみなされていた。
1284年、エドワード1世の憲章によってカーナーヴォンはバラ（自治都市）となった。幾度か追認された憲章により、城の最高責任者（Constable of the Castle）がバラの首長に任命された。かつての自治都市としてのバラは、1963年にロイヤル・バラ（王立都市）となった。このバラは1974年に1972年地方自治法によって廃止され、ロイヤル・タウン（royal town）の名が自治体に授けられた。

## 政治
グウィネズ州議会がカーナーヴォンに置かれている。地方裁判所はカーナーヴォンと北西ウェールズの他の場所を管轄する。

## 統計
2001年のイギリス国勢調査において、人口の86.1％がウェールズ語を話した。ウェールズ語話者の最大のグループは10歳から14歳の年齢層で、そのうち97.7％が流暢に話すことができた。